# Sapho gloriosa
Sapho gloriosa е вид водно конче от семейство Calopterygidae. Видът не е застрашен от изчезване.

## Разпространение
Разпространен е в Габон, Демократична република Конго, Екваториална Гвинея и Централноафриканска република.